# Tolić
Tolić is een plaats in de gemeente Udbina in de Kroatische provincie Lika-Senj. De plaats telt 13 inwoners (2001).